# U 31 (Kriegsmarine)
De U 31 was een Type VIIA U-boot bij de Duitse Kriegsmarine tijdens de Tweede Wereldoorlog. Hij werd besteld op 1 april 1935. De kiel werd gelegd op 1 maart 1936 bij AG Weser, Bremen, (werk 912). De tewaterlating gebeurde op 25 september 1936.

## Geschiedenis
De U 31 werd overgedragen op 28 december 1936 aan Kptlt. Rolf Dau. Deze boot was de eerste Duitse U-boot die op 16 september 1939 een geallieerd konvooi aanviel. De U-boot, onder Kptlt. Johannes Habekost, viel het eerste konvooi in de oorlog aan toen hij het Britse stoomvrachtschip Aviemore, die eigenlijk niet meevoer met een onbekend aantal schepen van konvooi OB-4, tot zinken bracht. Eigenlijk liep de Aviemore vóór het konvooi uit en behoorde niet bij deze konvooigroep.
Wat later op 4 december 1939 werd HMS Nelson door een zeemijn, die door de U-31 en Johannes Habekost werd gelegd, beschadigd. Het Britse oorlogsschip HMS Nelson van 33.950 ton kon zijn reis verderzetten, maar moest toch hersteld worden in Schotland.
Het noodlot dat op 11 maart 1940 de U 31 trof, gebeurde in Jadebusen, Wilhelmshaven. Daar werd de U 31 door een Britse Bristol-Blenheim-bommenwerper van de R.A.F. tot zinken gebombardeerd. Alle 58 manschappen verloren het leven. De gezonken U 31 werd gelicht in maart 1940, terug hersteld en weer vrijgegeven aan de U-bootdienst. 
Op 29 september 1940 viel een onbekende onderzeeër de U 31 aan en lanceerde twee torpedo’s naar de Duitse boot. De U-boot ontsnapte ternauwernood aan vernietiging.
Op 20 oktober 1940 lanceerde een Britse onderzeeër torpedo’s naar de U 31 in de buurt van Lorient, maar zonder succes voor de Britten. Maar 13 dagen later zou de U 31 geen geluk meer hebben.

## OndergangU 31
De U 31 werd echter opnieuw en deze maal voorgoed, tot zinken gebracht op 2 november 1940, ten noordwesten van Ierland door dieptebommen van de Britse torpedojager HMS Antilope. Er vielen twee doden en er waren nog 44 overlevenden, die even later opgepikt en krijgsgevangen werden genomen.
Op 22 januari 2016 verscheen het bericht dat de U-boot voor de Engelse kust was gevonden door de Nederlandse Onderzeedienst, die op zoek was naar een verdwenen Nederlandse onderzeeër. Het betrof hier echter een gelijknamige Duitse U-boot die in de Eerste Wereldoorlog ten onder ging aan de Engelse oostkust, 90 km van Norfolk.

## U-bootcommando
- 28 december 1936 – 8 november 1938: Kptlt. Rolf Dau
- 8 november 1938 – 11 maart 1940: Kptlt. Johannes Habekost (+)
- 8 juli 1940 – 2 november 1940: Wilfried Prellberg

## Carrière
- 28 december 1936 - 31 augustus 1939: 2. Unterseebootsflottille (frontboot)
- 1 september 1939 - 31 december 1939: 2. Flottille (frontboot)
- 1 januari 1940 - 12 maart 1940: 2. Flottille (frontboot)
- 8 juli 1940 - 2 november 1940: 2. Flottille (frontboot)
- Totaal zeven patrouilles

## Successen
- elf schepen tot zinken gebracht met een totaal van 27.751 brt
- twee hulpoorlogsschepen tot zinken gebracht met een totaal van 160 brt
- één oorlogsschip beschadigd met een totaal van 33.950 ton
- Een totaal van 61.861 ton